# Municipio de Teteven

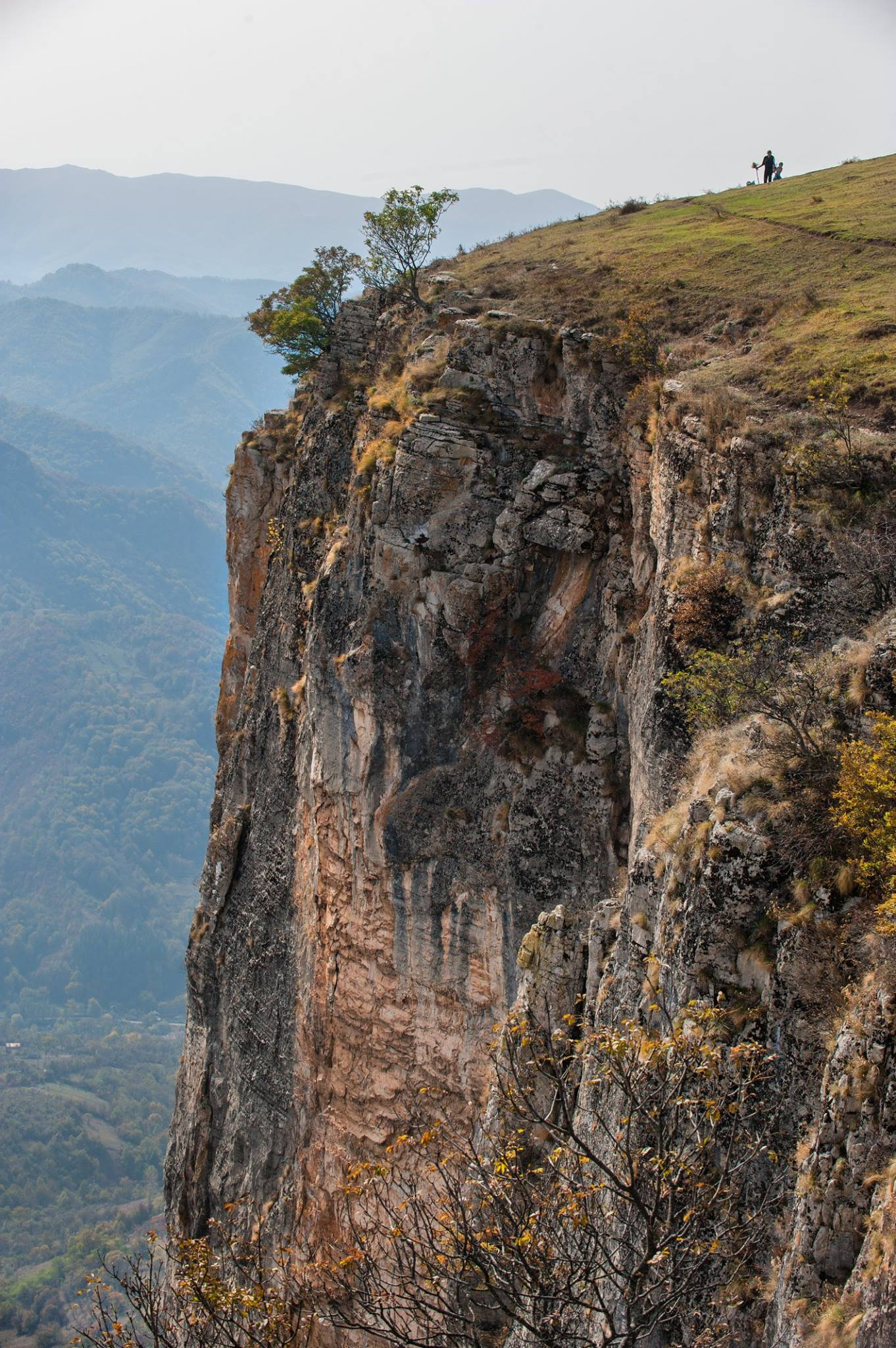
Pico Cherven

Teteven es un municipio búlgaro situado en la provincia de Lovech. Tiene una población estimada, a mediados de marzo de 2025, de 19 179 habitantes.
Según el censo de 2011, en ese momento el 86.95% de los habitantes eran búlgaros y el 3.10% eran gitanos.
La capital es Teteven, donde vive casi la mitad de la población municipal.
Se ubica en la esquina suroccidental de la provincia. La parte meridional del término municipal forma parte del parque nacional de los Balcanes Centrales.

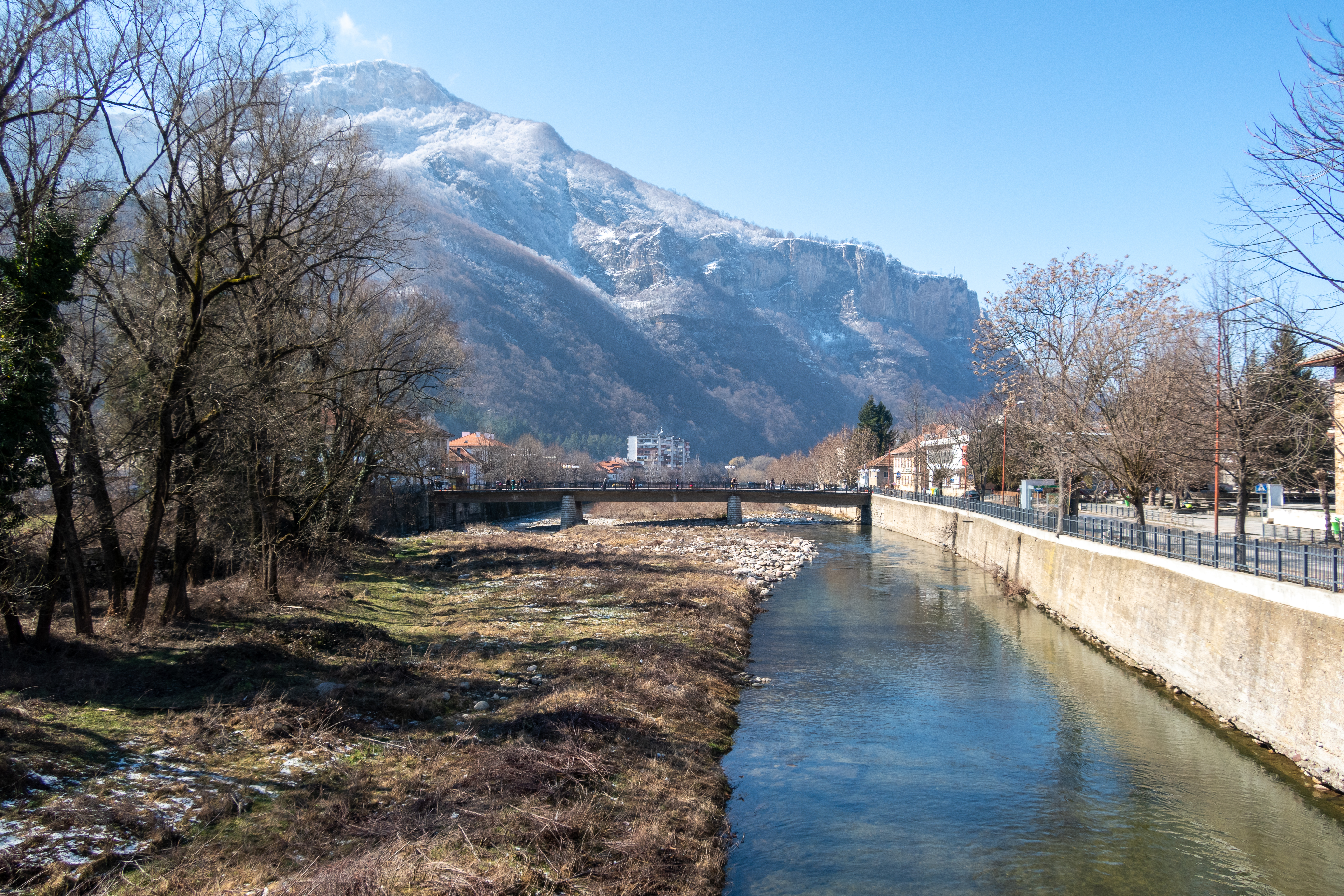

## Localidades
| Localidades     | Cirílico        | Población (diciembre de 2009) |
| --------------- | --------------- | ----------------------------- |
| Teteven         | Тетевен         | 10 613                        |
| Babintsi        | Бабинци         | 272                           |
| Balgarski Izvor | Български извор | 1304                          |
| Cherni Vit      | Черни Вит       | 722                           |
| Divchovoto      | Дивчовото       | 187                           |
| Galata          | Галата          | 2532                          |
| Glogovo         | Глогово         | 1472                          |
| Glozhene        | Гложене         | 1059                          |
| Golyam Izvor    | Голям извор     | 529                           |
| Gradezhnitsa    | Градежница      | 1789                          |
| Malka Zhelyazna | Малка Желязна   | 144                           |
| Ribaritsa       | Рибарица        | 1137                          |
| Vasilyovo       | Васильово       | 256                           |
| Total           |                 | 22 016                        |